# 店子岡
店子岡，原寫為店兒崗，是臺灣新竹縣關西鎮的一個傳統地域名稱，位於該鎮中部偏西北。相較於今日行政區，其範圍大致與北山里相近。

## 歷史
台灣清治末期至日治初期，店子岡地區為一街庄，稱為「店兒崗庄」，隸屬於竹北二堡。該庄西北與水坑庄為鄰，東北與拱兒溝庄為鄰，東邊為鹹菜硼街，南邊及西南邊隔鳳山溪與上南片庄為界，西邊為茅兒埔庄。
1901年（日治明治三十四年）11月，全台廢縣廳改設二十廳，該庄隸屬於新竹廳。1909年（明治四十二年）10月，合併二十廳為十二廳，該庄隸屬不變。1920年（大正九年），廢十二廳改設五州二廳，該庄改制並雅化為「店子岡」大字，隸屬於新竹州中壢郡關西庄，大字下有「高橋坑」、「店子岡」、「崁下」、「深坑」小字名。1941年，關西庄升格為關西街。
戰後關西街改制為關西鎮，隸屬於新竹縣，大字亦改制為里。1950年桃、竹、苗分治，關西鎮隸屬不變。

## 交通
國道3號又稱「福爾摩沙高速公路」，是貫穿台灣西部的兩條縱向高速公路之一，大致以西南—東北走向轉橫向經過店子岡地區中部，並在東部邊界地帶設有關西交流道，可與縣道118號相通，由此進入可快速前往台灣西部各地。
縣道118號（正義路、中山路、中豐路一段）是舊港至羅浮的道路，也是鳳山溪流域的主要連絡道路，大致以橫向轉西北—東南走向蜿蜒經過本地區，向西轉西北可前往新埔、竹北、南寮並止於縣道122號路口，向東南可前往關西市區、馬武督、羅浮並止於省道台7線路口。
鄉道竹16線（中山路）是土地公埔至關西的道路，也是鳯山溪中游地區南岸的主要連絡道路，經過本地區南部邊界地帶，向西過鳳山溪橋成為該溪南岸道路，可前往坪林、下南片、內立並止於犂頭山地區土地公埔附近的縣道118號路口，向東可前往關西市區並止於關西國小附近。
鄉道竹27線（光明路）是六福村至關西的道路，大致以西北—東南走向經過本地區東北部邊界地帶，向西北轉東北可前往六福村附近位於縣界的鄉道竹18線路口，向東南轉南可前往關西市區並止於縣道118號路口。

## 學校
- 關西國中
- 關西國小